# Gizmodo
Gizmodo是一个以设计、技术、科学和科幻等为主题的美国网站，隸屬於瑞士的Keleops Media。
Gizmodo創立時隸屬於高客傳媒，在高客傳媒於2016年破產後被出售給了環球電視傳播，又在2019年被出售給私募股權投資Great Hill Partners，組成G/O Media。在2024年6月，Gizmodo再度被售出。

## 歷史

### 創立之初
Gizmodo於2002年開辦，最初由彼得·罗哈斯負責編輯，但他後來受雇於Weblogs公司開辦相似的科技網誌Engadget。至2004年年中Gizmodo與Gawker合共帶來每月6,000元的收入。
2005年，VNU與Gawker Media結盟將Gizmodo跨越歐洲發行，由VNU將內容翻譯到法語、德語、荷蘭語、西班牙語與意大利語並增加與歐洲當地相關的資料。除了歐洲以外，另外還在澳洲、巴西、波蘭及日本等國設立以當地語言所撰寫的分站。
一名Gizmodo的網誌作者曾拍攝首張2007年國際消費電子展場地的照片，另外根據路透社所載曾有記者在同時舉行的Macworld會議與博覽會上爭論Gizmodo還是Engadget對2007年史提夫·賈伯斯的演說有較好的實況報導。
2010年4月，Gizmodo付費取得一部為蘋果公司員工遺落而被他人拾獲的iPhone樣機，隨即拍照並拆解研究（因蘋果公司以遠端遙控清除該手機的資料，因此無法開機研究其新版iPhone OS），刊登於網誌上推測應該是同年將要發表的iPhone 4G。隨後蘋果公司發函要求Gizmodo歸還該手機，而發表文章的亞裔作者陳傑森（譯音，Jason Chen）住家遭警方搜索。
2015年時，io9連同員工一起被併入Gizmodo，發佈科幻、幻想、未來主義、科學與天文主題的文章。

### Keleops Media
2024年6月，由G/O Media出售給Keleops Media，是八年內的第三次出售。

## 其他版本

### Gizmodo Japan
Gizmodo Japan（页面存档备份，存于）於2006年7月31日開始由INFOBAHN營運，後轉讓給在2008年2月成立的Mediagene。

## 工作人員
- 大卫·埃瓦尔特（David Ewalt） 主編
  - Jason Chen 副編輯
  - Nicholas Deleon 副編輯
  - Travis Hudson 副編輯
  - Charlie White 副編輯

## 外部連結
- Gizmodo.com（页面存档备份，存于）